# Großer Brieglersberg
Der Große Brieglersberg ist ein 2148 m ü. A. hoher Berg im Toten Gebirge an der Grenze von Oberösterreich und Steiermark im Talschluss von Hinterstoder. Der Berg bildet ein flaches Gipfelplateau, das mit felsigen, steilen Flanken nach Südosten in das Sigistal bzw. nach Nordosten in das Schobertal abfällt. Nach Westen beginnt das Plateau der Prielgruppe. Dem Großen Brieglersberg ist im Osten der Suniwel vorgelagert. Der Große Brieglersberg ist nicht durch markierte Wanderwege erschlossen und wird selten besucht. Am Gipfel befindet sich ein Steinmann.